# ワールドラグビー男子15人制年間最優秀選手賞
ワールドラグビー男子15人制年間最優秀選手賞（World Rugby Men's 15s Player of the Year）は、ワールドラグビーによって毎年11月下旬に発表される、ワールドラグビーアワードの一部門。

## 概要
1年以上、国際試合をプレーしている選手が対象。国際テストマッチの成績に基づいて評価する。クラブラグビーでのプレーは対象外。
2001年に、「IRB国際最優秀選手賞」あるいは「IRB国際プレーヤー・オブ・ザ・イヤー」（IRB International Player of the Year）が創設された。IRBは、ワールドラグビーの旧称「International Rugby Board（国際ラグビー評議会）」の略。
2007年から2013年までの名称は「IRBプレーヤー・オブ・ザ・イヤー」（IRB Player of the Year）となり、2014年からは「ワールドラグビー・プレーヤー・オブ・ザ・イヤー」（World Rugby Player of the Year）に変更。2016年から「Men's」（男子）の名称が加わった。

## 受賞者と候補者の一覧
| 年   | 画像                                                       | 受賞者                                                     | 国                                                         | ポジション                                                 | 候補者 | 備考               |
| ---- | ---------------------------------------------------------- | ---------------------------------------------------------- | ---------------------------------------------------------- | ---------------------------------------------------------- | --- | ------------------ |
| 2001 | Keith Wood in 2012                                         | キース・ウッド                                             | アイルランド                                               | フッカー                                                   | オーストラリア - ジョージ・グレーガン · アイルランド - ブライアン・オドリスコル · オーストラリア - ジョージ・スミス · イングランド - ジョニー・ウィルキンソン                                                                           | [ 8 ] [ 9 ] [ 10 ] |
| 2002 | Fabien Galthié in 2008                                     | ファビアン・ガルティエ                                     | フランス                                                   | スクラムハーフ                                             | ニュージーランド - リッチー・マコウ · 南アフリカ共和国 - ジョー・バン・ニーカーク · アイルランド - ブライアン・オドリスコル · イングランド - ジェイソン・ロビンソン                                                                     | [ 11 ] [ 12 ]      |
| 2003 | Jonny Wilkinson in 2007                                    | ジョニー・ウィルキンソン                                   | イングランド                                               | フライハーフ                                               | フランス - イマノル・アリノルドキ · ニュージーランド - リッチー・マコウ · イングランド - スティーブ・トンプソン · オーストラリア - フィル・ワウ                                                                                         | [ 13 ] [ 14 ]      |
| 2004 | Schalk Burger in 2008                                      | スカルク・バーガー                                         | 南アフリカ共和国                                           | フランカー                                                 | フランス - セルジュ・ベッツェン · アイルランド - ゴードン・ダーシー · オーストラリア - マット・ギタウ · 南アフリカ共和国 - マリウス・ジュベール                                                                                         | [ 15 ] [ 16 ]      |
| 2005 | Dan Carter in 2011                                         | ダン・カーター                                             | ニュージーランド                                           | フライハーフ                                               | 南アフリカ共和国 - ブライアン・ハバナ · 南アフリカ共和国 - ビクター・マットフィールド · ニュージーランド - リッチー・マコウ · ニュージーランド - タナ・ウマガ                                                                           | [ 17 ] [ 18 ]      |
| 2006 | Richie McCaw in 2008                                       | リッチー・マコウ                                           | ニュージーランド                                           | フランカー                                                 | ニュージーランド - ダン・カーター · オーストラリア - クリス・レイサム · アイルランド - ポール・オコンネル · 南アフリカ共和国 - フーリー・デュプレア                                                                                     | [ 19 ] [ 20 ]      |
| 2007 | Bryan Habana in 2007                                       | ブライアン・ハバナ                                         | 南アフリカ共和国                                           | ウイング                                                   | アルゼンチン - フェリペ・コンテポーミ · アルゼンチン - フアン・マルティン・エルナンデス · フランス - ヤニック・ジョジオン · ニュージーランド - リッチー・マコウ                                                                         | [ 21 ]             |
| 2008 | Shane Williams in 2008                                     | シェーン・ウィリアムス                                     | ウェールズ                                                 | ウイング                                                   | スコットランド - マイク・ブレア · ニュージーランド - ダン・カーター · ウェールズ - ライアン・ジョーンズ · イタリア - セルジオ・パリセ                                                                                                   | [ 22 ]             |
| 2009 | Richie McCaw in 2011                                       | リッチー・マコウ                                           | ニュージーランド                                           | フランカー                                                 | アイルランド - ジェイミー・ヒースリップ · アイルランド - ブライアン・オドリスコル · 南アフリカ共和国 - フーリー・デュプレア · 南アフリカ共和国 - フランソワ・ステイン · オーストラリア - マット・ギタウ · イングランド - トム・クロフト | [ 9 ] [ 19 ]       |
| 2010 | Richie McCaw in 2011                                       | リッチー・マコウ                                           | ニュージーランド                                           | フランカー                                                 | ニュージーランド - ミルズ・ムリアイナ · 南アフリカ共和国 - ビクター・マットフィールド · フランス - イマノル・アリノルドキ · オーストラリア - デビッド・ポーコック · オーストラリア - カートリー・ビール                                 | [ 19 ]             |
| 2011 | Thierry Dusautoir in 2012                                  | ティエリー・デュソトワール                                 | フランス                                                   | フランカー                                                 | ニュージーランド - ピリ・ウィプー · ニュージーランド - ジェローム・カイノ · ニュージーランド - マア・ノヌー · オーストラリア - デビッド・ポーコック · オーストラリア - ウィル・ゲニア                                                   | [ 11 ] [ 24 ]      |
| 2012 | Dan Carter in 2011                                         | ダン・カーター                                             | ニュージーランド                                           | フライハーフ                                               | イングランド - オーウェン・ファレル · フランス - フレデリック・ミシャラク · ニュージーランド - リッチー・マコウ | [ 17 ]             |
| 2013 | Kieran Read in 2011                                        | キーラン・リード                                           | ニュージーランド                                           | ナンバー8                                                  | 南アフリカ共和国 - エベン・エツベス · ウェールズ - リー・ハーフペニー · イタリア - セルジオ・パリセ · ニュージーランド - ベン・スミス                                                                                                   | [ 25 ]             |
| 2014 | Brodie Retallick in 2014                                   | ブロディ・レタリック                                       | ニュージーランド                                           | ロック                                                     | 南アフリカ共和国 - ウィリー・ルルー · ニュージーランド - ジュリアン・サヴェア · アイルランド - ジョナサン・セクストン · 南アフリカ共和国 - ドウェイン・フェルミューレン                                                                 | [ 26 ] [ 27 ]      |
| 2015 | Dan Carter in 2015                                         | ダン・カーター                                             | ニュージーランド                                           | フライハーフ                                               | オーストラリア - マイケル・フーパー · スコットランド - グレイグ・レイドロー · オーストラリア - デビッド・ポーコック · ニュージーランド - ジュリアン・サヴェア · ウェールズ - アラン・ウィン・ジョーンズ                                 | [ 28 ]             |
| 2016 | Beauden Barrett in 2014                                    | ボーデン・バレット                                         | ニュージーランド                                           | フライハーフ                                               | イングランド - オーウェン・ファレル · イングランド - マロ・イトジェ · イングランド - ビリー・ヴニポラ · アイルランド - ジェイミー・ヒースリップ · ニュージーランド - デイン・コールズ                                                   | [ 29 ] [ 30 ]      |
| 2017 | Beauden Barrett in 2017                                    | ボーデン・バレット                                         | ニュージーランド                                           | フライハーフ                                               | オーストラリア - イズラエル・フォラウ · イングランド - オーウェン・ファレル · イングランド - マロ・イトジェ · ニュージーランド - リーコ・イオアネ                                                                                       | [ 31 ] [ 32 ]      |
| 2018 | Jonathan Sexton in 2015                                    | ジョナサン・セクストン                                     | アイルランド                                               | フライハーフ                                               | ニュージーランド - ボーデン・バレット · ニュージーランド - リーコ・イオアネ · 南アフリカ共和国 - フランソワ・デ・クラーク · 南アフリカ共和国 - マルコム・マークス                                                                       | [ 33 ]             |
| 2019 |                                                            | ピーターステフ・デュトイ                                   | 南アフリカ共和国                                           | フランカー                                                 | イングランド - トム・カリー · ニュージーランド - アーディー・サヴェア · 南アフリカ共和国 - チェスリン・コルビ · アメリカ合衆国 - ジョー・タウフェテ · ウェールズ - アラン・ウィン・ジョーンズ                                           | [ 34 ]             |
| 2020 | 新型コロナウイルス感染症の世界的流行のため、賞を設置せず。 | 新型コロナウイルス感染症の世界的流行のため、賞を設置せず。 | 新型コロナウイルス感染症の世界的流行のため、賞を設置せず。 | 新型コロナウイルス感染症の世界的流行のため、賞を設置せず。 | 新型コロナウイルス感染症の世界的流行のため、賞を設置せず。 | [ 35 ]             |
| 2021 | Antoine Dupont in 2017                                     | アントワン・デュポン                                       | フランス                                                   | スクラムハーフ                                             | オーストラリア - マイケル・フーパー · イングランド - マロ・イトジェ · オーストラリア - サム・ケレビ | [ 36 ]             |
| 2022 | Josh van der Flier in 2023                                 | ジョシュ・バンダーフリアー                                 | アイルランド                                               | フランカー                                                 | 南アフリカ共和国 – ルカニョ・アム · フランス – アントワーヌ・デュポン · アイルランド – ジョナサン・セクストン | [ 37 ] [ 38 ]      |
| 2023 | Ardie Savea in 2018                                        | アーディー・サヴェア                                       | ニュージーランド                                           | ナンバー8                                                  | 南アフリカ共和国 – エベン・エツベス · フランス – アントワーヌ・デュポン · アイルランド – バンディー・アキ | [ 39 ] [ 40 ]      |
| 2024 |                                                            | ピーターステフ・デュトイ                                   | 南アフリカ共和国                                           | フランカー                                                 | アイルランド – ケーラン・ドリス · 南アフリカ共和国 – エベン・エツベス · 南アフリカ共和国 – チェスリン・コルビ | [ 41 ] [ 42 ]      |
| 年   | 画像                                                       | 受賞者                                                     | 国                                                         | ポジション                                                 | 候補者 | 備考               |

## 統計
2024年11月25日現在。
| 3 | ダン・カーター           | ニュージーランド |
| 3 | リッチー・マコウ         | ニュージーランド |
| 2 | ボーデン・バレット       | ニュージーランド |
| 2 | ピーターステフ・デュトイ | 南アフリカ共和国 |

| 8 | リッチー・マコウ           | ニュージーランド |
| 5 | ダン・カーター             | ニュージーランド |
| 3 | ボーデン・バレット         | ニュージーランド |
| 3 | アントワーヌ・デュポン     | フランス         |
| 3 | エベン・エツベス           | 南アフリカ共和国 |
| 3 | オーウェン・ファレル       | イングランド     |
| 3 | マロ・イトジェ             | イングランド     |
| 3 | ブライアン・オドリスコル   | アイルランド     |
| 3 | デビッド・ポーコック       | オーストラリア   |
| 3 | ジョナサン・セクストン     | アイルランド     |
| 2 | フーリー・デュプレア       | 南アフリカ共和国 |
| 2 | マット・ギタウ             | オーストラリア   |
| 2 | ブライアン・ハバナ         | 南アフリカ共和国 |
| 2 | イマノル・アリノルドキ     | フランス         |
| 2 | ジェイミー・ヒースリップ   | アイルランド     |
| 2 | マイケル・フーパー         | オーストラリア   |
| 2 | リーコ・イオアネ           | ニュージーランド |
| 2 | アラン・ウィン・ジョーンズ | ウェールズ       |
| 2 | チェスリン・コルビ         | 南アフリカ共和国 |
| 2 | ビクター・マットフィールド | 南アフリカ共和国 |
| 2 | セルジオ・パリセ           | イタリア         |
| 2 | アーディー・サヴェア       | ニュージーランド |
| 2 | ジュリアン・サヴェア       | ニュージーランド |
| 2 | ジョニー・ウィルキンソン   | イングランド     |

### 国別
| 11 | ニュージーランド |
| 4  | 南アフリカ共和国 |
| 3  | フランス         |
| 3  | アイルランド     |
| 1  | イングランド     |
| 1  | ウェールズ       |

| 31 | ニュージーランド |
| 22 | 南アフリカ共和国 |
| 15 | オーストラリア   |
| 14 | アイルランド     |
| 13 | イングランド     |
| 9  | フランス         |
| 5  | ウェールズ       |
| 2  | アルゼンチン     |
| 2  | イタリア         |
| 2  | スコットランド   |
| 1  | アメリカ合衆国   |